# Hemicordulia okinawensis
Hemicordulia okinawensis é uma espécie de libelinha da família Corduliidae.
É endémica do Japão